# Gnetum edule
Gnetum edule — вид гнетоподібних з родини гнетових (Gnetaceae). Місцем проживання цього виду є пд.-зх. Індія.